# La Joya Chica
La Joya Chica är en ort i Mexiko.   Den ligger i kommunen Zapotlanejo och delstaten Jalisco, i den centrala delen av landet, 400 km väster om huvudstaden Mexico City. La Joya Chica ligger 1 689 meter över havet och antalet invånare är 308.
Terrängen runt La Joya Chica är platt åt sydost, men åt nordväst är den kuperad. Runt La Joya Chica är det ganska tätbefolkat, med 83 invånare per kvadratkilometer. Närmaste större samhälle är Zapotlanejo, 11,9 km sydväst om La Joya Chica. I omgivningarna runt La Joya Chica växer huvudsakligen savannskog.